# Efate
Efate is een eiland in Vanuatu, behorend tot de provincie Shefa. Het is 910 vierkante km groot en het hoogste punt is 647 m. Op het eiland ligt de nationale hoofdstad Port Vila. Er wonen meer dan 65.000 mensen, het is het dichtst bevolkte eiland van de archipel met 56 mensen per vierkante kilometer. De meeste mensen wonen in de hoofdstad Port Vila. In de Tweede Wereldoorlog was het eiland een belangrijke uitvalsbasis van het leger van de Verenigde Staten. 
Op 13 maart 2015 werd de stad getroffen door de tropische cycloon Pam, een klasse 5 orkaan met catastrofale gevolgen.

## Beschrijving

### Bestuur
In 1889 deed de bevolking een poging om onafhankelijk te worden en noemde zich een commune, maar daaraan werd in 1890 een eind gemaakt. Het eiland wordt binnen de stadsgrenzen van Port Vila bestuurd door de gemeentelijke overheid terwijl het bestuur van het gebied buiten de stad in handen is van de provincie Shefa. 

### Roy Mata
Rond het hoofdeiland liggen kleine eilandjes, in het noorden en westen Eratoka, Lelepa, Nguna, Pele en Emao. Op Eratoka is een monumentaal graf van de legendarische hoofdman Roy Mata. Dit monument wordt sinds de zeventiende eeuw als heiligdom onderhouden en staat op de Werelderfgoedlijst van de UNESCO.

### Toerisme
Het eiland heeft een internationale luchthaven (Bauerfield International Airport) want er komen jaarlijks 60.000 toeristen naar Vanuatu met het vliegtuig maar ook met cruiseschepen of met een eigen jacht. Vanuit Port Vila kunnen vliegreisjes naar andere eilanden gemaakt worden. Vooral excursies naar de vulkaan Yasur op Tanna zijn gewild. De kleine nabijgelegen eilandjes Nguna, Pele en  Emao zijn stratovulkanen die mogelijk samen een grote rand van een krater vormen.
Het eiland ademt de sfeer van zowel Frankrijk als Groot-Brittannië wat betreft de eetgewoonten. Daarnaast zijn er tal van goedkope Chinese restaurants en er zijn groentemarkten. Langs de kust en op de kleine eilandjes rondom zijn bungalowparken; er zijn wandelpaden, mogelijkheden voor paardrijden, kanoën in de beken, snorkelen en duiksport in zee. Er is veel keus in verblijfsmogelijkheden variërend van viersterrenhotels tot pensions en eenvoudige gasthuizen. Het eiland is ook een ideaal oord voor ecotoerisme.

### Fauna
De volgende endemische of volgens de Rode Lijst van de IUCN kwetsbare vogelsoorten kunnen er worden waargenomen: vanuatuboshoen, Bakers muskaatduif, vanuatujufferduif, Goulds stormvogel, halsbandstormvogel,  koningspapegaaiamadine (Erythrura regia) en de Vanuatu-purperspreeuw. De volgende zoogdieren komen er voor: Pacifische rat (Rattus exulans) (geïntroduceerd) en de volgende soorten vleermuizen: Notopteris macdonaldi, Pteropus anetianus,  Tongavleerhond (Pteropus tonganus), Hipposideros cervinus, Miniopterus australis, Miniopterus macrocneme en Miniopterus tristis.

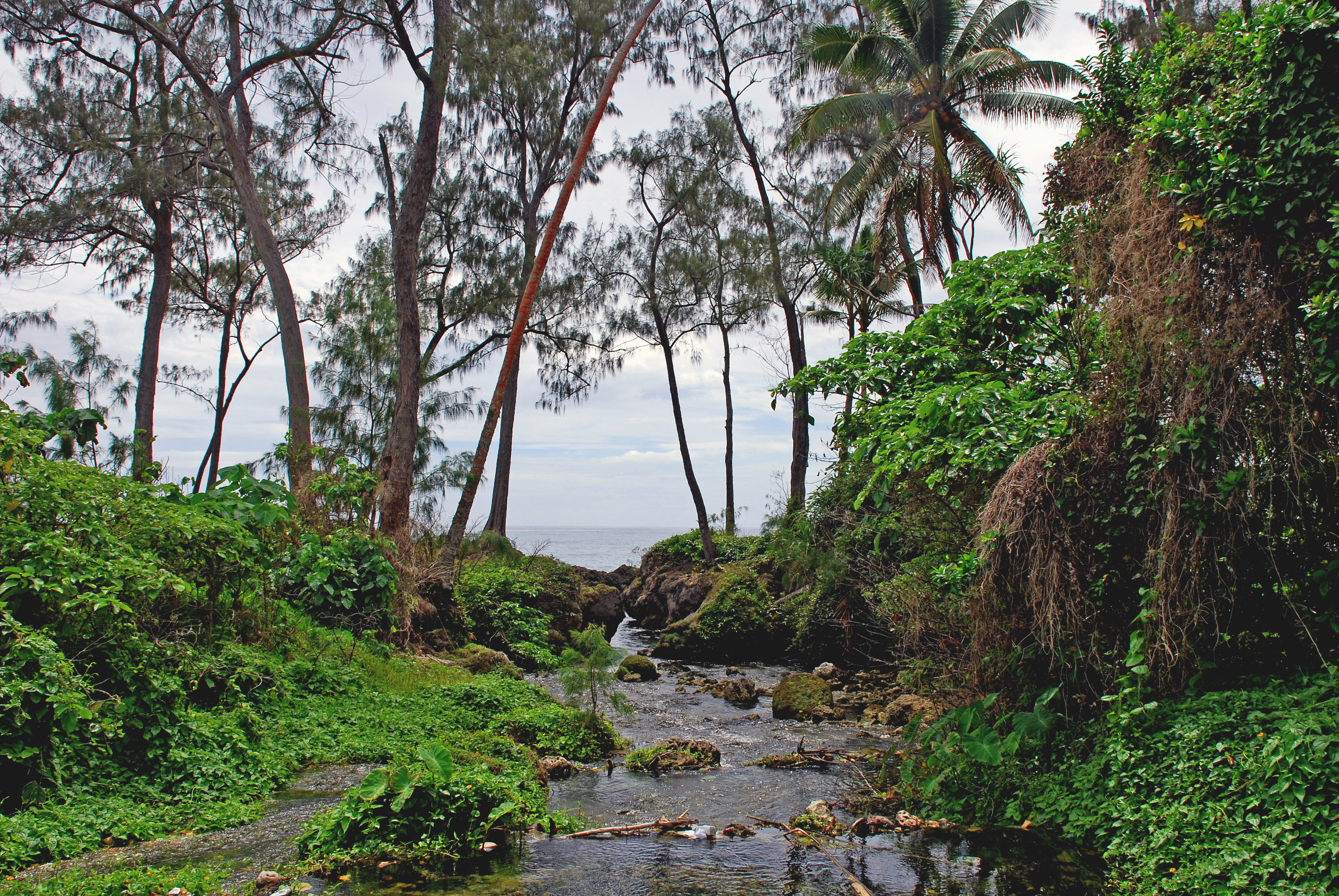
Beek door het bos.
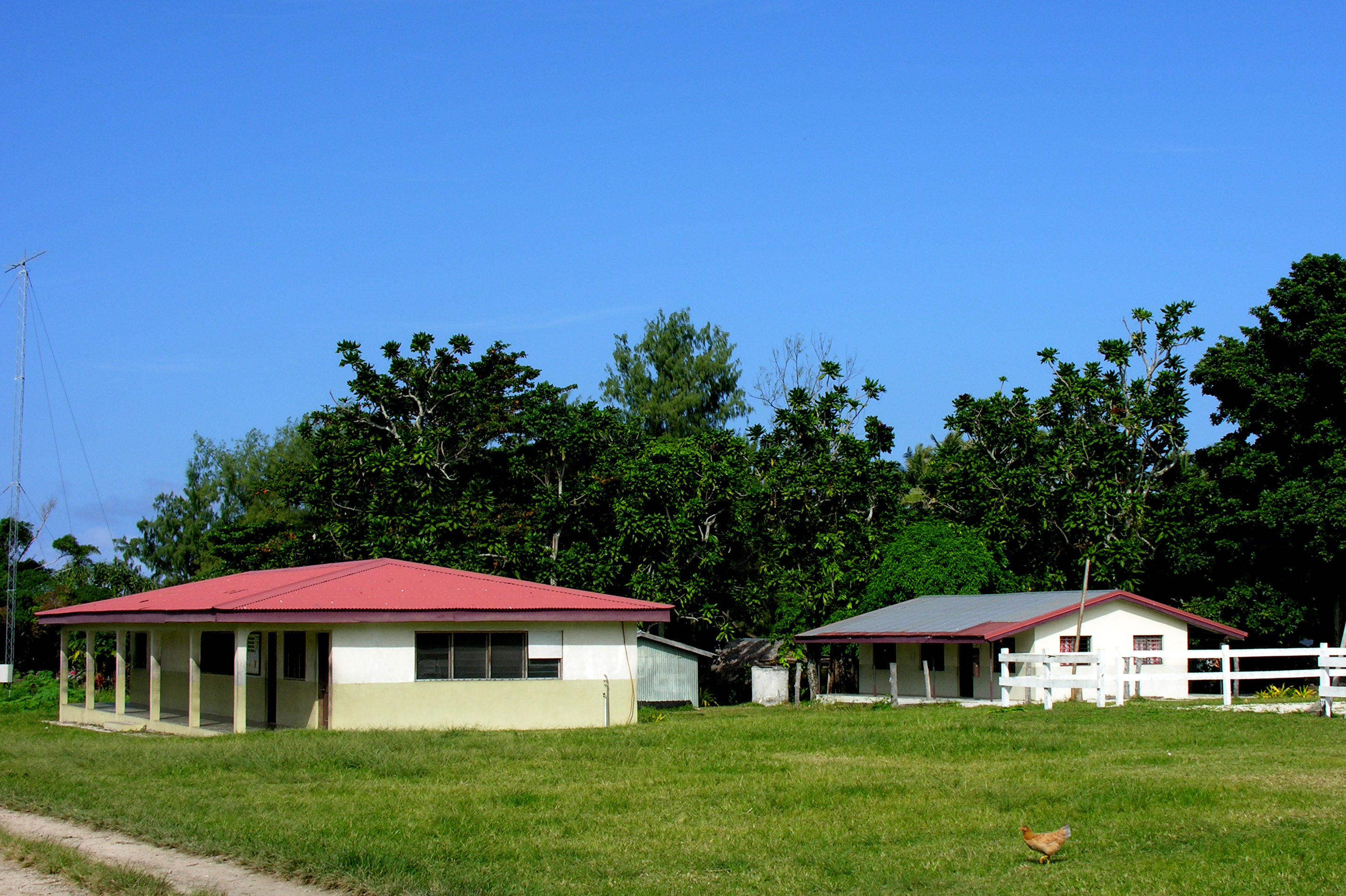
School in het dorp Eton aan de oostkust.
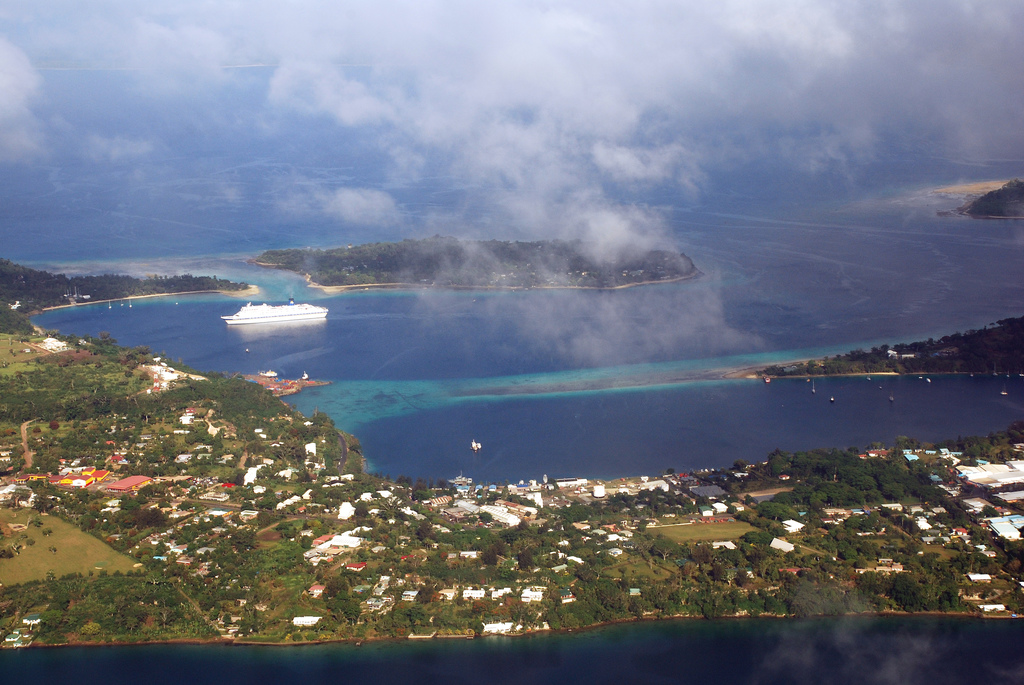
Overzichtsfoto van Port Vila
Voorstelling van de hoofdman Roy Mata.
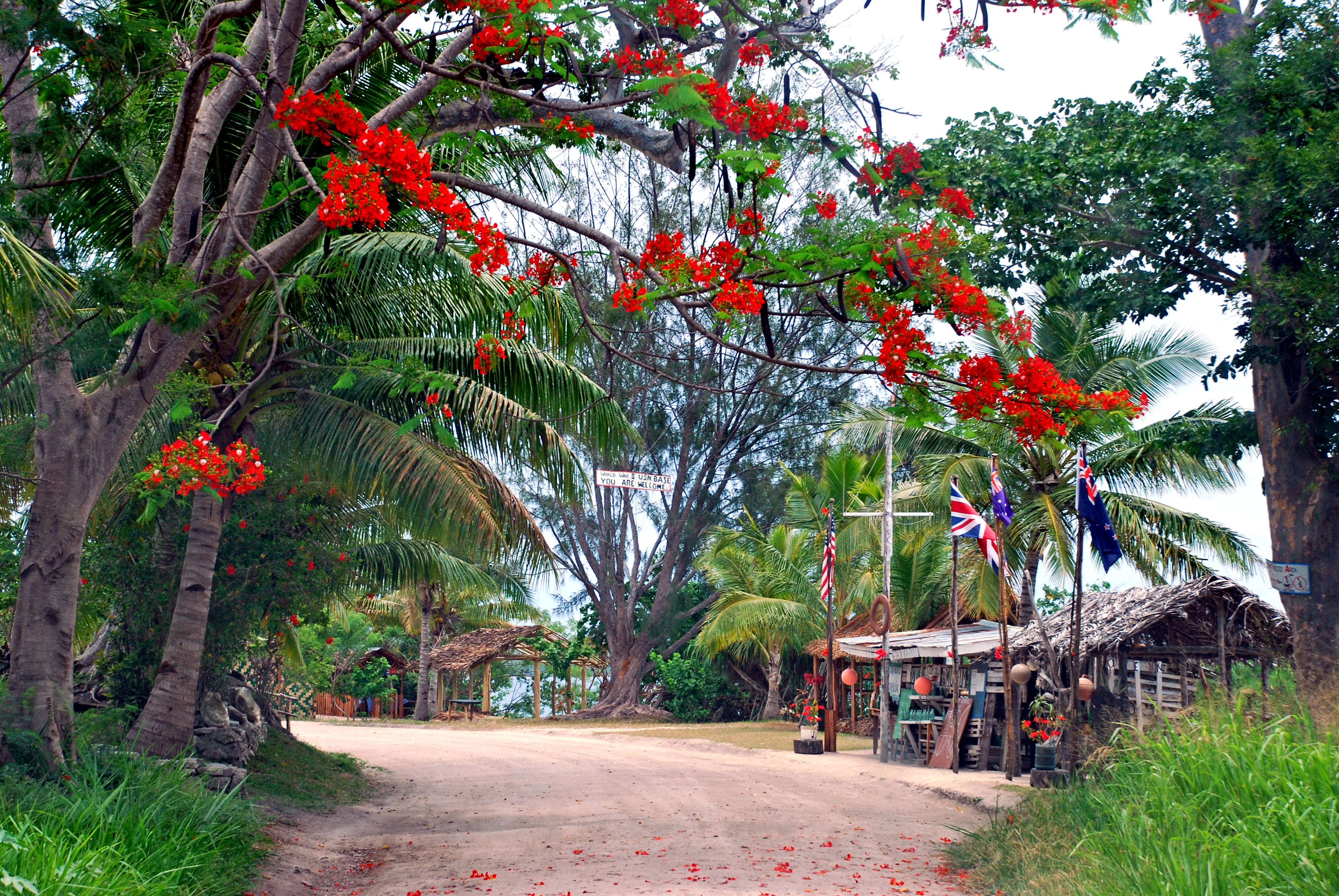
Het dorp Toniliu in het noordwesten.
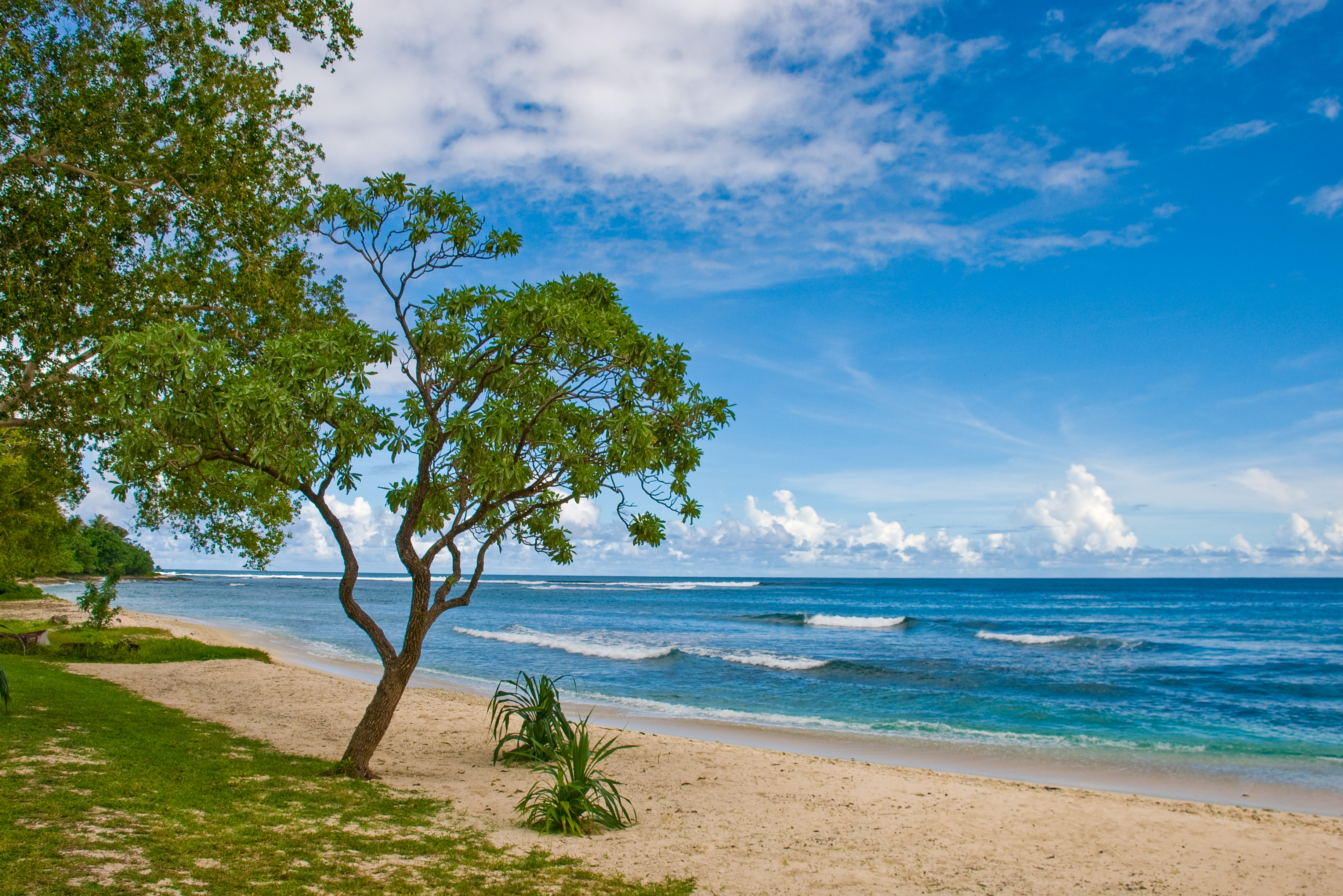
Eratap, eilandje in het zuidwesten.